# Schering Eriksson Arp
Schering Eriksson Arp, född 15? död 1593, var befallningsman över Värmland och rikskammarråd. Han var herre till Nynäs i Visnums-Kils socken vid Vänern i sydöstra Värmland,  Slädhammar, numera Stenhammar i Flens kommun samt Vik och Valinge utanför Jönåker. Han blev kammarråd 1570 och ståthållare över Värmland den 13 augusti 1577 med förnyat förtroende den 25 november 1587.
Han gifte sig 20 juni 1585 med Anna Olofsdotter Stengafvel, ägare till Slätteholmen och Brunnsholm i Enköpings-Näs socken i Uppland. Hon var dotter till hertig Karls hovmästare Olof Henriksson av den adliga Bjurumsläkten.
Med Schering Eriksson utslocknade släkten Arp 1596 på svärdssidan. Förnamnet Schering blev därefter ofta förekommande i släkten Rosenhane, först med dottern Carins äldste son, riksrådet Schering Rosenhane, 1609-1663. 
Han avled den 15 mars 1593 och begravdes tre dagar senare i Uppsala Domkyrka.

## Familj
Schering Eriksson Arp fick med sin hustru två döttrar:
- Carin, född 15? död 13 november 1654, gift 1606 med ståthållaren på Nyköpings slott och län, Johan Jöransson Rosenhane (1571-1624).
- Margareta, gift med assessorn i Svea Hovrätt, Gorgonius Henriksson Gyllenanckar, i hans tredje gifte. Han var hovmarskalk hos drottning Maria Eleonora, Gustaf II Adolfs hustru. Gyllenanckar avled den 10 januari 1628 men gården Brunnsholm stannade i denna släkt till 1696. Efter mannens död gifte Margareta om sig, "hon tog sedan 1633 sin dräng till man".

Schering Eriksson hade dessutom en utomäktenskaplig son:
- Arend Scheringsson (Stjerna), gift i Finland med Margareta Hansdotter.